# 另類全球化
另類全球化是一個以社會價值與環境議題為訴求社會運動，並反對「新自由主義的全球化經濟邏輯」。
此運動的內容呈高度異質化，整個運動結合於口號「另一個世界是可能的」或最近的「其它世界是可能的」，而其內涵則擺盪於改良主義（如課徵金融交易稅以協助公民組織對托賓稅的訴求）和「決裂的想像」之間。
縱然如此，在這面大旗下依然能歸納出幾點共同訴求：
- 經濟正義[3]
- 人民自主[4]
- 環境保護[5]
- 基本人權[6]
- 民主，具體內涵依政治導向而異[7]。
- 對國際機構之章程與政策的不滿；對象包括世界貿易組織、國際貨幣基金、經濟合作與發展組織、八大工業國組織與世界銀行。
- 尋找國際秩序、金融與商業的另類可能。

這些主題出現於不同的另類全球化運動組織中：包括課徵金融交易稅以協助公民組織在世界社會論壇的聲明與愉港宣言，改良主義者也要求具體實現聯合國關於權利與自主的宣言（見主張一節）。

## 歷史與結構
另類全球化運動在二十世紀逐步生根。它隨著1980年代對開發中國家債務、世界貿易組織與國際貨幣基金的抗爭而在南方擴大規模，而在西方仍少為人知。從1994年起，該運動出現於歐洲、美國與韓國，其主題為批判失業問題、勞動不穩定與社會保障的縮減。
1999年的西雅圖遊行是另類全球化運動首次登上媒體。2001年召開了首屆世界社會論壇，與同時在達沃斯召開的世界經濟論壇互別苗頭。同年還有在熱那亞發起的的反八大工業國會議抗爭（抗爭者之一Carlo Giuliani遭義大利警方槍擊不治）。2001年至2003年間的世界社會論壇在愉港召開，2004年在孟買召開，當時分成多頭。在2002年11月，首屆歐洲社會論壇於佛羅倫斯召開，當時約有45萬至100萬人為了反對伊拉克戰爭及「為了另一個世界」走上街頭。這些論壇除了是互相交流與吸引媒體的場合，也是運動開展的良機。過去幾年間已發起了許多各大洲及各地的社會論壇。

### 構成
另類全球化運動是多股運動合流的結果，其中混雜了不同背景的人們：農民運動人士、下層階級、南方國家的小資產者、工業國家的窮人及不穩定的受薪者、工會工人與教師、消費者團體、學者、青年、環保運動者、反戰者、女性主義者、共產主義者、馬克思主義者、民族主義者、凱恩斯主義者與無政府主義者等。是故此運動有時被稱作「運動的運動」。
這種多樣性反映在自稱另類全球化運動的團體之眾。另類全球化觀點也在某些最低度發展國家的主政者間引起共鳴，這點表現於達卡宣言或不結盟運動中。
作為多股運動與組織的匯流，另類全球化運動本身並無組織。它構成一個「橫向」運作的網絡，並拒絕任何垂直的階層結構。其內的組織可以依此模式構成（如法國的團結工聯），而某些組織（如課徵金融交易稅以協助公民組織）則採取了金字塔式的階層結構，其決策權隸屬於少數人。
另類全球化運動者力求發展國際網絡（如課徵金融交易稅以協助公民組織或獨立媒體中心），特別是透過如世界社會論壇之類的活動，以讓不同運動能協力共進。

### 方向

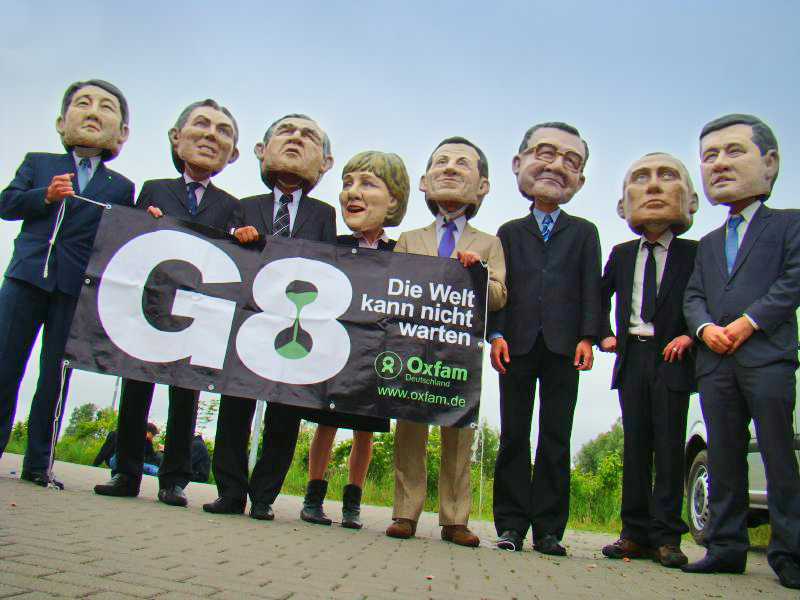
樂施會在2007年6月反G8遊行中打出的標語：「這個世界不能等」

媒體起初以反全球化一詞概括這些抗爭。另類全球化主義（運動）（altermondialisme）或另類全球化（altermondialisation）一詞在1999年從比利時傳進法語國家，旨在強調該運動是與現行全球化不同的另一種「全球化」。口號「另一個世界是可能的」肇源於此。
另類全球化運動內部的政治方向繁多，不易綜合。在此僅略述其中的幾個方向：
- 共產主義者與馬克思主義者：共產主義者在反資本主義的立場上參與該運動，他們傳統上反對資本主義的經濟全球化，那對他們不外是資產階級的全球化；他們宣揚的全球化乃是循社會的、團結的模式發起的人民（或無產階級）行動。並非所有共產主義者都支持另類全球化：在法國，法國共產黨與革命共產主義者同盟傾向另類全球化，而其它左翼團體則保持距離……。
- 反自由主義者批評自由交換模式，他們欲以社會與道德判準深入地改良經濟邏輯；某些人要求對投機資本課稅（托賓稅）。
- 主權主義或民族主義者：他們欲使國家免於新自由主義帶來的市場全球化與社會不安（失業、社會傾銷、生產的非地方化），並要求經濟上的保護主義；就其訴求觀之，這些人士是真正的「反全球化者」。然而不應將其混同於極右派民族主義者，後者與另類全球化運動無絲毫關係。
- 環保運動者欲保存環境，他們意識到工業社會對環境的威脅。

大部分派別都採取了某種妥協，例如所謂的「溫和改良派」便是自由市場的支持者，但是他們希望由一些社會與環境的相關法令調節市場，如糧食主權論。

## 立場

### 以另類全球化之名提出的立場
如果說運動的多元性利於建立統一戰線，則其異質性也不利於團結並提出清晰的政治綱領，但各流派的最大公約數仍表現為可持續發展以及基本權利，包括糧食主權、和平乃至於民主（後者可能與社會主義革命的傾向相左）另類全球化運動自許為社會抗爭的動力之一，然而相關論述往往過於理想化。新自由主義是他們意識形態上的主要對立方。
另類全球化的立場基於北方國家（主要是北美、歐洲）與大部分南方國家（包括撒哈拉以南非洲）及最低度發展國家間日漸擴大的差距——一邊是支配，另一邊則是貧窮。另類全球化運動者關心貧富差距擴大化、工業污染、溫室效應與基因改造作物對生態的威脅，以及化武與核武問題。
另類全球化運動者同樣控訴跨國企業與國際金融或商業集團僅圖私利，卻讓社會及生態付出代價（參閱負面外部性，並參考京都議定書與排污交易遭遇的阻礙）。
他們尤其批評政客一味吹捧去地方化，對他們而言無論對已開發國家或南方國家都是負面的，因為它一方面危及已開發國家的就業容量、社會安全與最低薪資，另一方面則在南方國家造成社會傾銷與剝削，而非北方國家許諾的「發展」。
另類全球化思潮一方面欲喚醒人們重視那些被他們歸於新自由主義的罪愆，解構他們所謂的新自由主義教條；另一方面，他們則提出一些改革方案，至少是一些別的選擇。

### 批判

#### 對全球市場的批判
另類全球化運動者認為市場全球化並非進步的同義詞，在他們眼中，市場全球化並未令全人類雨露均霑，反而將增長不平等，並造成持續的貧窮。
他們特別凸顯世界上漸深的貧富差距，此差距從1960年起開始擴大，他們視禍首為全球化而非各國的內因。根據聯合國開發計畫署在2001年的報告，世上最富有的1%人口占有的總收入相當於最貧窮者的57%；此外，在這77國中共有45國擁有收入差距統計資料，這些國家內部的收入差距從1960年至1990年間不斷擴大，因而加劇了國內的不平等。
他們也指出：雖然全世界的國民生產總值在1990年至2000年間加倍，顯示了生產力大增，飢餓人口卻無顯著改變（+/- 8億1千萬人）。
金融與貨幣流動的自由化也遭到批評；根據他們的觀點，這種自由化將使區域經濟不穩。舉例明之，他們將阿根廷（2001至2002年間）與東南亞（1990年代）的經濟危機歸咎於此。此外避稅天堂也是其箭靶之一。

#### 對國家及國際機構的立場

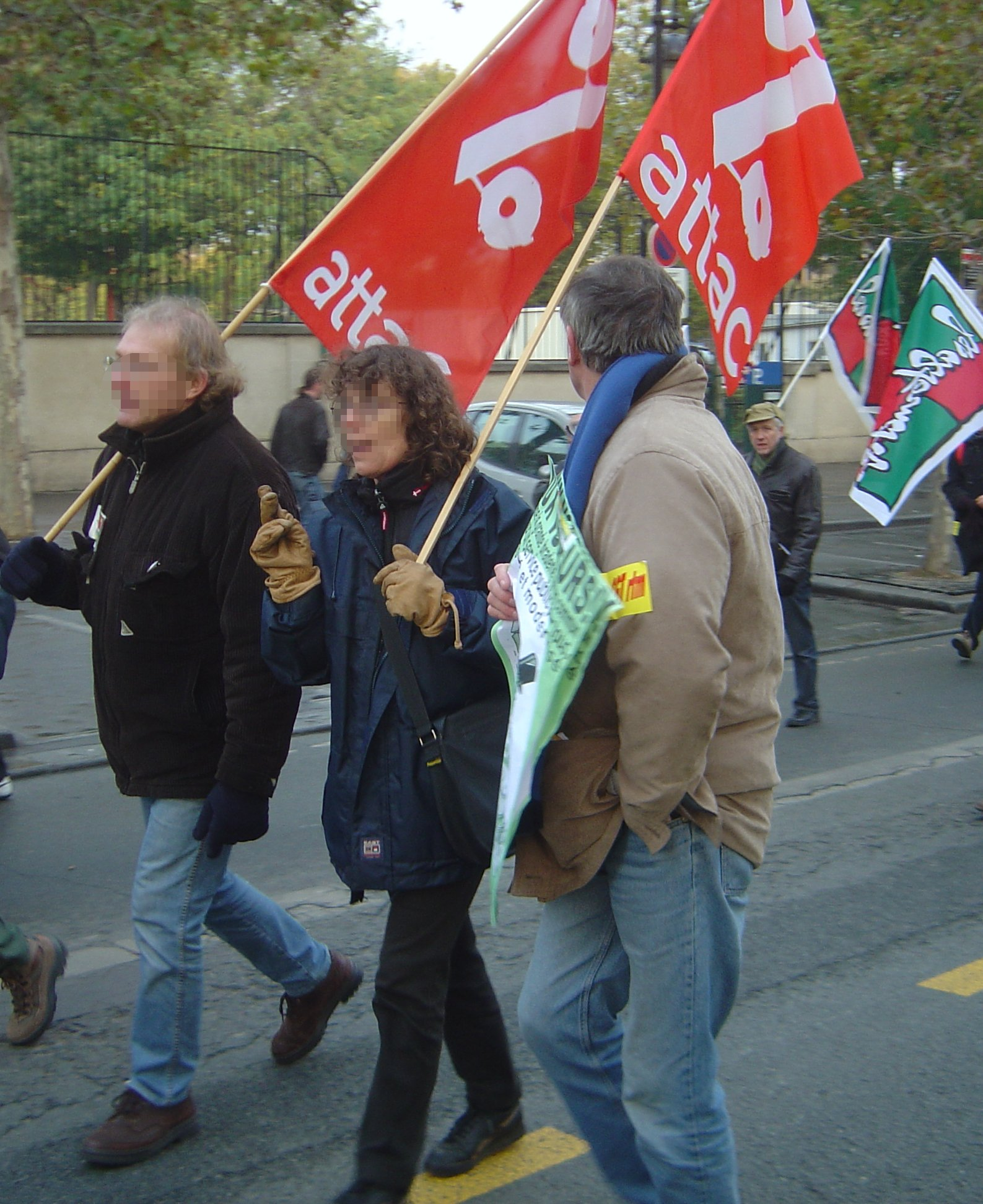
ATTAC參與2005年11月巴黎的反私有化遊行

另類全球化運動者認為經濟並非由不變的自然法則決定，而是政客有意地將政府權力讓予市場的結果（請參閱華盛頓共識）。依他們的看法，市場將人與自然化約為商品價值。他們視政府、國際組織或市民社會（這是個模糊的概念）為平衡市場的外部力量，然而他們並不因此而支持國際組織的發展，而是著力批判公共服務的限縮或私有化，以及經濟的自由化。
課徵金融交易稅以協助公民組織如是總結另類全球化運動對國際金融機構的改造藍圖：
為了建構基於人民與永續發展的另類全球化，其前提是削弱現存國際金融體系內的權力組織，以藉此完成國際金融機構的基進改革。
另類全球化運動者希望讓跨國機構更加民主，例如世界貿易組織、國際貨幣基金、世界銀行與八大工業國組織；這些組織並非透過直接普選產生，其透明度也屢遭批判。

#### 對世界貿易組織的批判
某些如樂施會的組織批評已開發國家在貿易談判中只顧自身利益。另類全球化運動對此則走得更遠：他們控訴世界貿易組織的決策向富國及跨國企業一面倒，這些決策常常落於偏頗，也悖於可持續發展的原則。舉例明之，世界貿易組織簽署的協定讓工業國家產品得以進入南方市場，而南方國家主要的出口產品（如農產品）則無對等待遇。另類全球化運動者認為，這種偽善風氣只會破壞南方國家的內部市場，使之日益依附於先進工業國。然而部份貿易保護主義者卻支持共同農業政策，這是對富國農產品出口的補貼。另類全球化運動者譴責去地方化，他們認為將工廠移向發展中國家只會帶來剝削，而非地方工業與社會之進步。

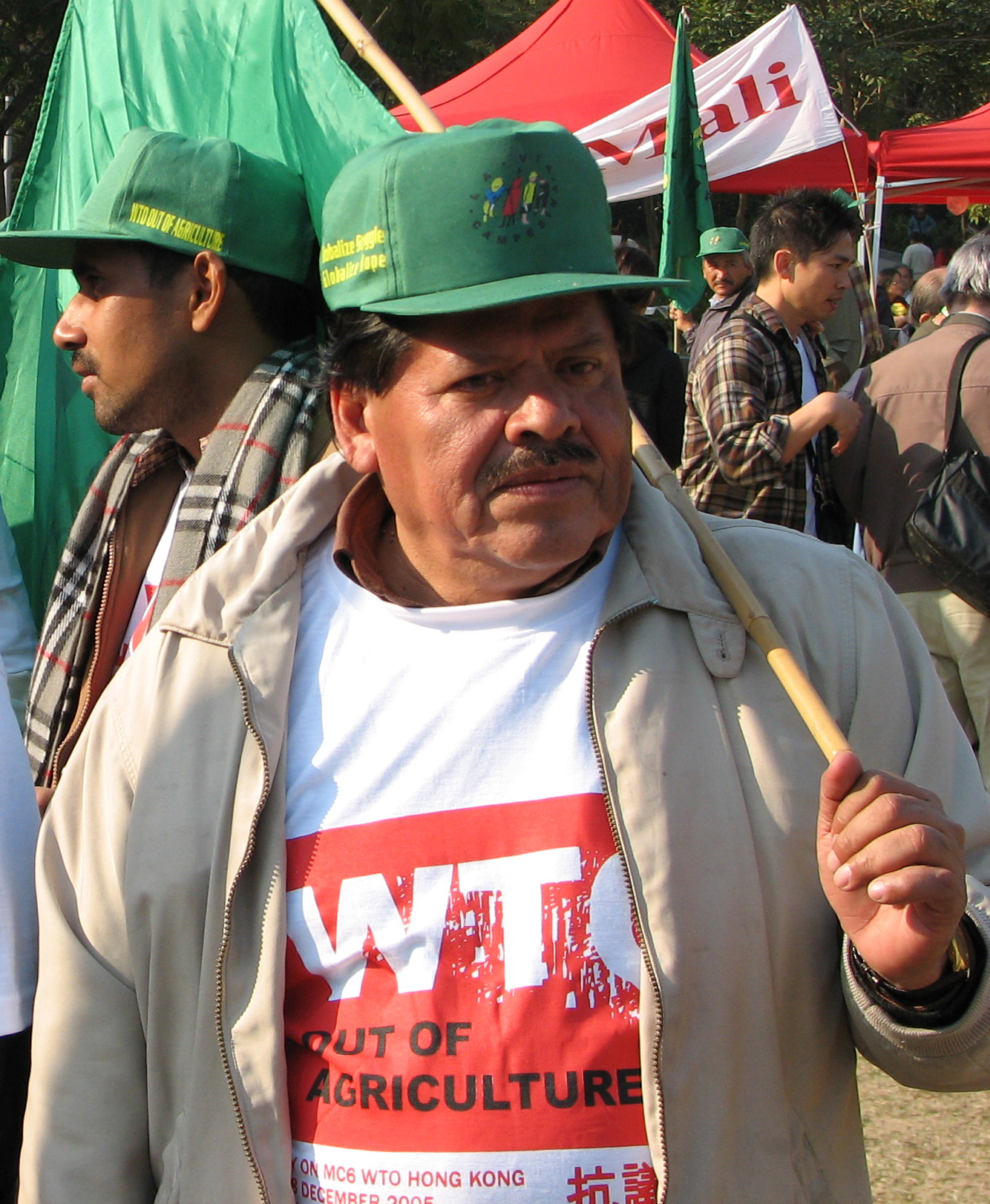
2005年WTO會場的另全抗議者

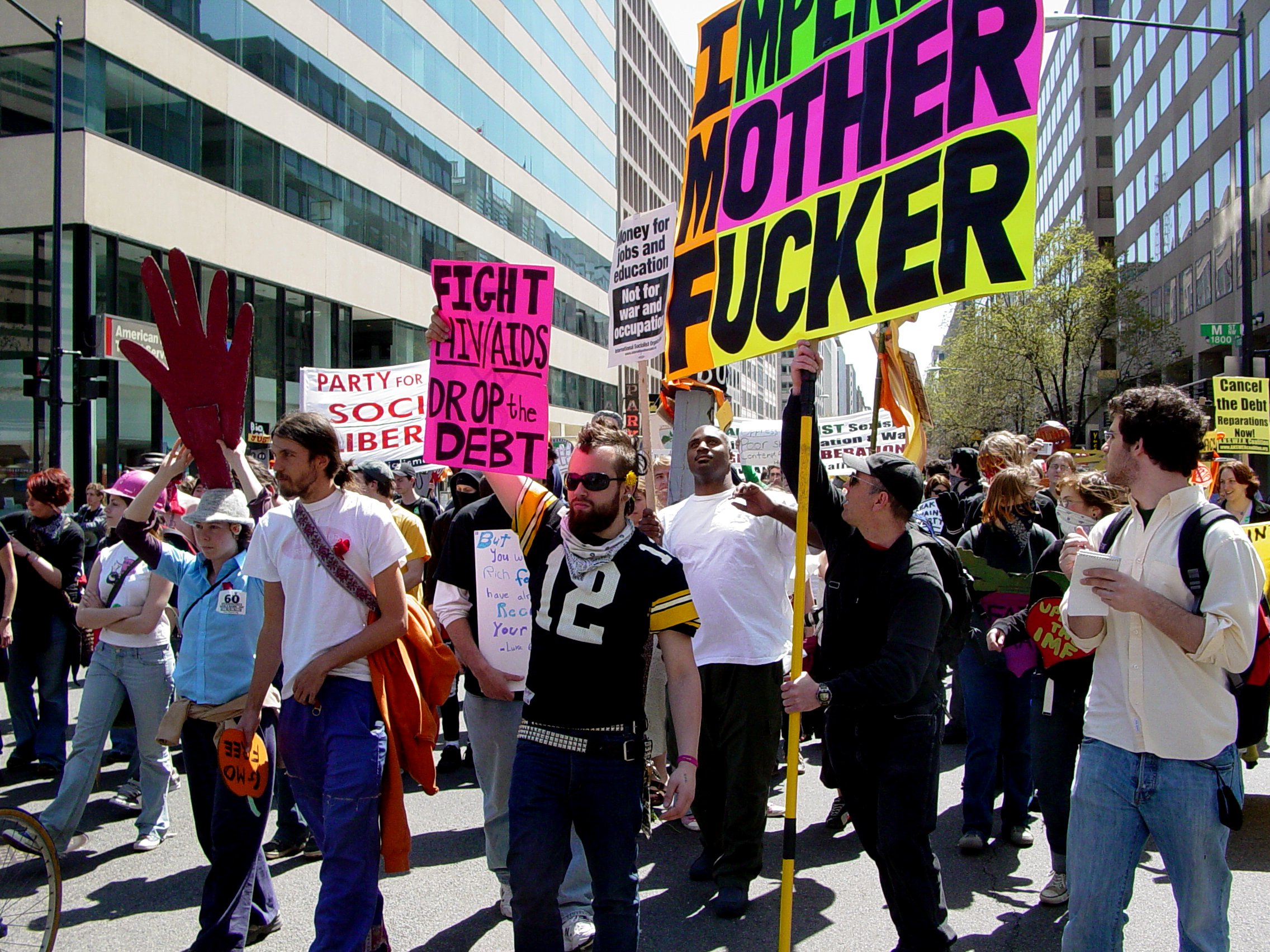
2005年反國際貨幣基金的抗議

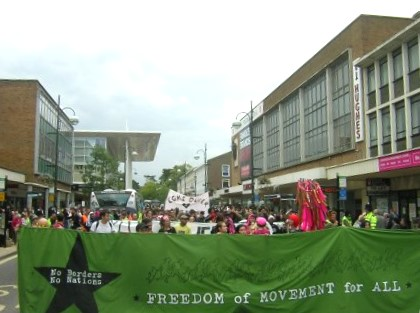
反國界組織的抗議者

世貿組織的封閉式協商系統也屢受指摘，該系統由非經民主方式選出的委員會掌理，並隱藏了私人利益團體的遊說活動。另一方面，工業國在組織中的支配地位也被指為窮國及少數群體無從反對組織決策的原因。
另類全球化運動主要訴諸更多的民主、更大的透明度、並建立一個更能讓發展中國家發聲的權力體系。
此外，由於世貿組織主要由會員國的經濟部長掌理，因而被批評為只顧經濟面向，儘管其決策往往會影響社會及環境領域。
至於智慧財產權的相關協議（例如TRIPS），在涉及「生命」（糧食、醫療、水）的領域也常遭到指責。主要爭議在於基因改造作物與某些藥品的高價，後者的例子包括愛滋病的相關藥品。一些團體提出積極專利的概念作為對治。另類全球化運動者通常也支持自由軟件。

#### 對國際貨幣基金的批判
在另類全球化運動者眼中，國際貨幣基金開出的藥方往往造成該國社會、經濟與政治的崩潰：顯著的例子有1997年的亞洲金融風暴、俄羅斯與東歐的休克療法、南美洲的市場改革以及非洲國家的管理。另類全球化運動者欲藉此比較遵從藥方者與拒絕者（如不結盟國家）的經濟下場。
崩潰的原因有許多種，包括國際金融團體的利益、主政者的盲目（另類全球化運動者稱之為「新自由主義的市場教條」）與政策脫離具體缺乏彈性等等。明確地說，另類全球化運動者揭露國際貨幣基金的藥方（即：以私有化強制完成經濟自由化，並限縮政府權力）依賴一個假設：市場總會趨於最佳配置，即使此前須經一段陣痛；此假設正是另類全球化運動者反對的。
在亞洲與拉丁美洲的金融風暴後，國際貨幣基金也因為其資本自由化政策，被指責為替投機資本大開方便之門，導致經濟體平衡受威脅。對此，另類全球化運動者要求節制金融資本。
最後，國際貨幣基金一部分由各國經濟部長掌理，一部分則由銀行家秘密管理，同時又受北方富裕國家的強烈影響，因此另類全球化運動者認為此機構缺乏民主與透明性。

#### 對大型跨國企業的批判
另類全球化運動反對大型跨國企業，例如孟山都公司（基因改造種籽廠商）。這類抗爭的象徵人物是約瑟·博維。
一般而言，另類全球化運動者反對一切基因專利，他們認為無人能為生物申請專利。
他們也反對跨國大藥廠（羅氏、輝瑞等等），這些公司的專利與藥價阻礙了貧窮國家人民的醫療權；否則羅氏的Diflucan®或Triflucan®藥品本來能拯救非洲上千萬名愛滋病患。
他們揭露一些跨國企業藉著交換的自由化與工業自由區之便，以去區域化（即工廠移出）與廉價外包方式侵犯人權，或造成生態災難。例如殼牌公司便被控拒絕清理其在南非德班市區一個地下進水最嚴重的油井，該處恐怕已溢出超過一百萬公升的原油。
綠色和平與非政府組織自2005年開始合作舉辦無良企業獎，選出每年世界上最無良惡質的企業。

### 主張
許多團體同樣提出了人權與環境方面的主張，其中格外熱門的是可持續性問題。可持續發展的概念常被提及，並與非經濟增長相提並論。
另類全球化運動者也提倡民主，卻沒有統一的方針；有些人主張改革國際組織，有些人則主張建立一個由普選選出的世界議會，他們稱此為民主全球化。
另類全球化運動者通常支持經濟領域的改革，例如貧窮國家債務減免，或對金融交易課稅（托賓稅）。
《愉港宣言》 歸結了另類全球化運動中的主流見解，特別是ATTAC的主張。重點包括：
關於經濟改革
- 廢除南方國家債務。另類全球化運動者認為這些國家已支付了數倍的利息，這些債務或是前任專制政府為了鞏固權力而簽署，或是為了抵銷生態負債，或者是殖民時代的殘餘。
- 依國際勞工組織公約的規範推動公平貿易。承認1993年維也納會議聲明的經濟權、社會權與文化權[13]；重點尤其在糧食主權與糧食的安全性、就業、社會保護與退休金保障。法國農民聯盟更要求在自由化談判中完全排除農業。
- 徹底而獨立地清算世界貿易組織、國際貨幣基金與世界銀行政策造成的後果。
- 明確將教育、健康、文化與社會服務領域自世貿組織各回合談判中剔除，並保護公共服務系統免遭服務貿易總協定威脅。
- 對國際金融交易課稅，例如托賓稅之於外匯交易。此外應當課稅的對象還可能包括國外投資、國際公債的利潤、武器交易或溫室氣體排放。
- 廢止避稅天堂，以防止逃稅與金融犯罪。
- 禁止對一切生物與生活基本需求申請專利，例如水。

關於正義與和平
- 建立國際衝突的預防暨調停體制（類於國際法庭，而權力更大）。
- 將人權憲章應用於一切形式的歧視，包括性別歧視與種族歧視，並同等譴責不遵守人權憲章的國家。

關於深化民主
- 立法防止媒體資源集中於少數鉅子之手，藉此保障人民的資訊權；並確保記者不受股東壓力影響。
- 深入改革與華盛頓共識相關的國際組織（國際貨幣基金、世界銀行、世界貿易組織）並使之民主化。在世界人權宣言的脈絡下，這些組織應優先考量人的經濟、社會與文化權。此外應當讓這些組織整合於聯合國的決策系統。

### 成果
- 他們自命為窮國減債的功臣之一，例如2005年第31屆八大工業國高峰會上決議給予非洲國家的幫助。另類全球化運動者自1990年代起開始對此議題施壓。
- 對某些投機資本課稅：歐洲議會曾對此提出一項法案。該案在一讀時遭到否決，主因是布萊爾對英國工黨議員的壓力，但是也賴於工人鬥爭與革命共產主義者同盟議員的棄權或否決[14]；事實上此案並非另類全球化運動者的點子，其用意亦與另類全球化運動南轅北轍。
- 法國與荷蘭在2005年公投否決歐盟憲法：此事固然與另類全球化的批判有關，但主要仍是政黨與非政府組織所致。
- 某些另類全球化團體（例如第三世界免債委員會CADTM （页面存档备份，存于））認為他們的壓力迫使國際貨幣基金轉而實施扶貧與經濟增長融資（Poverty Reduction and Growth Facility，簡稱PRGF）與重債窮國計畫（The Heavily Indebted Poor Countries Initiative）。
- 另類全球化運動者認為其努力是抗愛滋病藥物降價的原因之一。

## 對另類全球化運動的批判
另類全球化運動在許多戰線上遭到政治人物、智庫或支持自由市場的經濟學家反擊。他們認為其論述對經濟指標的解讀有誤，他們也認為某些另類全球化人士表面上高談人道，實則懷著國族本位動機。

### 對其經濟分析的批判
運動的貶抑者認為：另類全球化運動者並未看到自由主義對財富增長或社會改善的貢獻。運動人士著眼於窮國與富國的差距，然而在過去50年來，窮國的經濟增長其實高過富國，南北收入差距的源頭之一是人口爆增。
對於南北差距問題，運動貶抑者常使用的另一些論據是勞爾·普雷維什和漢斯·辛格提出的貿易條件惡化論、第三世界國家的內部問題以及自由市場之闕如。
他們也主張阿根廷與東南亞國家的經濟危機有一部分能以國家內部失衡與經濟政策來解釋。
對於印度經濟學家Jagdish Bhagwati，另類全球化運動之所以反對自由交換，恐怕與資本主義唯一的意識形態對手——共產主義的倒台相關。這個時代「讓一些理想主義者的信仰失根，他們一直相信資本主義是罪惡根源」；據他的說法，反對自由交換的實際後果可能是不平等的擴大，並造成故步自封。舉例明之，他認為大部分另類全球化運動者專挑全球化的壞處，卻不顧其正面利益。
在自由交換這個議題上，經濟分析的高度發展吊詭地造成了反智：經濟學專家被指為「菁英」、脫離現實、天真等等……。用Bhagwati的話來說，專家被指為「實質民主的敵人」，話語權遂被外行人毫無根據的想法壟斷。

### 限制全球化對環境的影響
一些另類全球化運動者也在旁赞扬非經濟增長以保護自然資源，並遏止全球暖化。根據某些經濟學家之見，經濟增長一開始或許不利於環境，但是當人均收入增長超過一個門檻（已發展國家業已達到）後，它對環境的破壞將愈來愈小。原理在於富人對環境議題較感興趣，而窮人只顧餬口。國內生產總值的提昇造成可用資源增加，如此方有可能採取環境政策。因此一些分析家質疑非經濟增長對環境是否確有益處。

### 對其動機的批判
對某些反另類全球化人士而言，該運動並不真以促進正面的全球化為念，而是意在鼓吹某種近於社會主義的經濟與社會理論，或民族主義。因此某些論述不外是自圓其說：它們披著道德的外衣，實則是為一些受到過度保護與補助的群體辯護。例如：
- 北方國家的農民欲藉此保存關稅壁壘，以排除南方國家的競爭。
- 一些運動人士反對從南方進口所謂的「不道德」產品，藉此將來自南方的競爭縮限於某類有限而僅具象徵性的小眾市場，如公平貿易。

### 對國際貿易的影響
另類全球化運動的理念或許也造成了一些政府採取重商主義，以防微小名利的國家趕上。例如美國政府便以環保（墨西哥漁民較不重視海豚生態）或對抗貧窮（美國與歐盟譴責某些窮國的勞動條件）為阻止外國產品進口的理由。
至於貿易，大部分經濟學家都支持自由貿易原則，無論是否為自由派學者。根據保羅·克魯明說指出民意測驗顯示多數人認為維護社會遠較減稅重要，而多位著名經濟學家也強調財政政策的重要性，但喬治沃克布希還是強詞奪理的以減稅圖利富人最重要，因為他和保守派所追求的是小政府模式，並將社會安全體系私有化。另類全球化的訴求造成一種全球貿易戰的假象，這種偏見將危及世界貿易的和諧。根據這些經濟學家對世界貿易組織的分析，另些全球化運動者顯然誤解自由貿易原則，他們認為自由貿易只有透過互相讓步的形式才會有益。

### 可能的政治後果
另類全球化運動者希望在社會及道德基礎上改造經濟邏輯，這正是弗里德里克·哈耶克在《通往奴役之路》（1944年）一書中批判的。若以社會與道德籠罩經濟活動，將導致國家控制個人的工作及消費。根據哈耶克之見，讓少數人（無論民主與否）透過宣傳，以道德與社會之名集中權力，必然會導致極權主義。
同理，斥責全球化中的大資本家只謀一己之私，而暗示社會運動追求政客們漠不關心的「普遍利益」，這可能也是故作煽動實則開專制之門的作法。

### 操作輿論

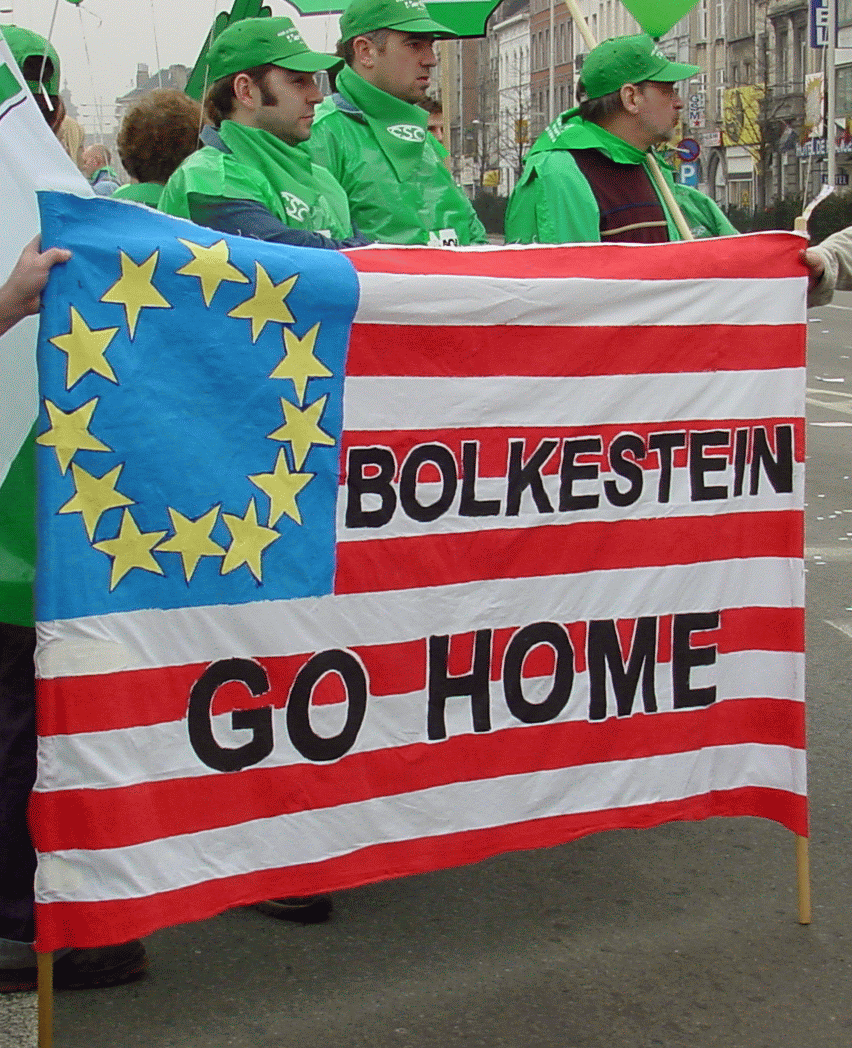
在布魯塞爾的反博克斯坦指令遊行，暗指美國是背後主謀。

另一個被批判者目為譁眾取寵的面向是去區域化議題：另類全球化運動者力陳其非，而依大多數經濟學家的見解，去區域化對就業的影響在某些國家可以完全忽略（少於勞動力的%1）。另類全球化運動者也忘了去區域化大部分是移向富國而非窮國。
最後，一些經濟學家主張窮國不患剝削而患富國的保護主義。例如另類全球化運動者反對歐盟的博克斯坦指令，認為這將威脅西歐國家的勞動條件；而自由派則支持這個指令，稱其僅影響少數部門，卻能利益大多數本國服務業。

## 媒體的角色
另類全球化運動藉著橫向網絡得到組織，其中被歸類為另類全球化媒體的媒體佔有重要角色，其中包括了Le monde diplomatique、獨立媒體中心、Le Plan B、Acrimed（页面存档备份，存于）、Bellaciao （页面存档备份，存于）、Utopia或Le bretzel （页面存档备份，存于）等等。
這些媒體有時採取了詭異的路徑，比方說，Le Monde diplomatique有51%的股權由La Vie - le Monde集團持有，該集團的主要報紙《世界報》的口徑卻與之相去甚遠。
聯合國機構的文件（例如聯合國開發計畫署的年度報導）也占一席之地。
互聯網同樣是運動網絡的構成要件。另類全球化運動藉網絡發佈訊息並進行動員，較平面媒體更快也更靈活，而這正是抗爭的成功要素之一。

## 內部爭論
另類全球化運動目前遭逢內部的方向爭論。
- 在社會解放鬥爭中的定位問題：是否應自我定位為新自由主義的正面敵手，一如共產主義之於資本主義？或者僅作為既有系統內的制衡與調適力量？
- 其次，政治代表問題也被提出。大部分另類全球化團體反對組黨，另類全球化運動依反權力原則構成，定位為社會運動，訴諸民意、建立壓力團體並組織公民運動。
- 結盟問題一直揮之不去。另類全球化運動一直與反戰運動與反法西斯運動親和。某些較基進的另類全球化運動者與反資本主義結盟，一些倒向反生產至上運動，另一些則認為應強調地方的另類發展。還有一些團體傾向於新凱恩斯主義。
- 成果檢討：在幾年的努力之後，重大議題（第三世界債務、托賓稅、市場調節機制等等）上的成果仍不甚滿意。部份人士認為改良主義只會導致溫水煮青蛙；而當新自由主義的弊病進一步暴露，另類全球化運動將得到倍增的力量。

## 待解問題
另類全球化思潮是對今日世界的重要反思之一。聯合國的改革、世界銀行與新凱恩斯主義者（包括前副主席Joseph E. Stiglitz）的公開辯論、南方國家民意的高漲（拉丁美洲尤然）與開發中國家組織對世界貿易組織的壓力，在在都是我們重新審視現代社會的契機。
以下是幾個引發論辯的基本議題：
- 在尊重少數的前提下，基本人權、全球責任與全球普遍利益的概念具有何種意義？
- 民主的概念被抽象地定義為人民主權，如何讓民主全球化？
- 如何定義人類共有的財產？是否須採取法律措施作為保護？
- 經濟在社會中的地位為何？是否須在全球規模上實施更強的調節？現存機構是否堪負此重任，抑或須予以推翻？
- 公民社會的前景如何？
- 如何避免另類全球化運動將全球化妖魔化，因而造成國族定位的皺摺？
- 除了新自由主義之外，我們有沒有別的可行選擇？

## 註記與參考資料
1. ↑  此口號源自艾呂雅的詩句：「另一個世界是可能的，而它即在此世界中。」（Un autre monde est possible, mais il est dans celui-ci.）
2. ↑  經濟學家托賓反對另類全球化運動，也反對將他的名字用於運動訴求。
3. ↑  可參考2002年世界社會論壇宣言 （页面存档备份，存于）
4. ↑  包括薩帕塔民族解放運動的訴求、范黛娜·席娃的農民自主論及其為自由種籽的鬥爭，後者的主要抗爭對象是孟山都公司的付費種籽。
5. ↑  例如支持京都議定書
6. ↑  例如關注西方跨國公司在東南亞的勞動條件問題，如耐吉公司。
7. ↑  因為另類全球化運動中包括改良主義者、無政府主義者等等不同潮流。
8. ↑  見samizdat.net （页面存档备份，存于）
9. ↑  Hugo Chavez envisage la présidence à vie - Nouvel Observateur
10. ↑  .   [2007-06-26]. （原始内容存档于2013-12-10）.
11. ↑  .   [2007年6月25日]. （原始内容存档于2016年4月4日）.
12. ↑  例如《打斷新自由主義的八個系列基本措施》.   [2007-06-25]. （原始内容存档于2007-09-28）.
13. ↑  .   [2007-06-27]. （原始内容存档于2018-11-06）.
14. ↑  .   [2007-06-25]. （原始内容存档于2007-05-25）.
15. ↑  在已發展國家或將邁向已發展國家（如中國）可觀察到此一現象，它可以由一個以人均收入為橫軸，污染量為縱軸的倒U型曲線表述，此曲線通常稱為倒U曲線。
16. ↑  根據法國國家統計局（INSEE）的資料，在1995-2001年間，每年遭「去區域化」影響的就業人口平均佔總就業人口的0.35%。有超過一半的工作是移向已發展國家，特別是鄰近法國的國家與美國。見L'Économie française, Comptes et dossiers 2005-2006, Rapport sur les comptes de la Nation de 2004, INSEE。
17. ↑  .   [2007-06-30]. （原始内容存档于2019-07-29）.